# Iskolai szociális munka Magyarországon
Az iskolai szociális munka magyarországi megjelenésének kezdő lépései az első világháború utáni időre tehetők. Hazánkban az iskolai szociális munka hőskorát az 1930-as évek második felétől az iskolanővérek (Bányai Emőke zöldkeresztes nővérekként említette meg őket) tevékenysége jelentette.
Munkájuk nagyon hasonlított a mai szociális munkáséhoz: (egyéni esetkezelés, családokkal végzett munka a terepen és az iskolában egyaránt) eredendően pedagógus képzettséggel rendelkeztek, szervezetileg a tantestülethez tartoztak, feladataik is szorosan az iskola igényeihez kötődtek. Iskolai teljesítményromlás, iskolából való lemorzsolódás megelőzése érdekében végeztek családgondozást főként a budapesti nyomornegyedek lakói körében.
A második világháborút követően azonban már a politikai elit azt hangoztatta, hogy a gyermekvédelem mindenekelőtt pedagógia, mivel a gyermek érdekét a nevelési érdek fejezi ki. Az első fontosabb változás az iskolai gyermekvédelem tekintetében 1964-ben történt, amikor Budapesten az óvodákban és iskolákban a pedagógusok közül gyermekvédelmi felelősöket bíztak meg. Ezzel együtt hosszú, kényszerű szünet után az 1967-ben létrehozott nevelési tanácsadókban dolgozó családgondozók munkájában jelennek meg az iskolai szociális munkásra emlékeztető elemek. 1975-ben a gyermekvédelmi felelősök szakmai támogatása céljából bevezették a gyermekvédelmi szakfelügyeleti rendszert, amely 1985-ig működött, bár 1991-ig néhány tanács művelődésügyi osztályán megmaradt ez a státusz.
A nyolcvanas évek derekán létrejövő családsegítő központok az egyre elkötelezettebb szociális munkás identitással bíró alkalmazottai sokszor rendszeres kapcsolatot alakítottak ki a helyi iskolákkal, óvodákkal, és sokféle szociális szolgáltatást igyekeztek nyújtani az ott elért gyerekeknek, szülőknek és pedagógusoknak. Mint egyfajta korabeli ifjúságsegítést, meg kell említenünk a 70-es, 80-as években működő klubnapközi rendszert, amelynek voltak olyan tartalmi elemei, amit ma iskolai szociális munkának neveznénk.
A nyolcvanas évek végén bekövetkezett társadalmi-gazdasági változások, és az ezt kísérő jelentős problémákat okozó munkanélküliség, a társadalom bizonyos rétegeinek deklasszálódása, illetve drámai elszegényedése, a társadalmi normák és értékrend változása, valamint ezekkel összefüggésben a deviáns viselkedésformák látványos megjelenése, illetve növekedése, az iskolákat is súlyos kihívások elé állították. Nyilvánvalóvá vált, hogy a nagy számban és hirtelen jelentkező problémák az iskolákat már az alapfeladatuk ellátásában kezdték akadályozni. Látható volt, hogy ezek a nehézségek hagyományosan, pedagógiai eszközökkel már nem kezelhetők. A negyed évszázada létrehozott gyermekvédelmi felelős funkció – amit ekkor kizárólag pedagógusok töltötték be, heti egy óra kedvezmény és csekély pótlék fejében (lásd 1993. évi LXXIX. törvény 1. számú melléklet) – nem tudott megbirkózni ezzel a feladattal (sem idejük, sem pedig szakértelmük nem volt a legnehezebb esetekkel való érdemi foglalkozáshoz). Az iskolákban megfogalmazódott az igény olyan szakemberek munkájára, akik a gyerekeknek, a szülőknek, illetve az iskolai személyzetének nyújtanak személyes szociális szolgáltatásokat.

## Az 1990-es évek elején a fent vázolt problémahelyzetre alapvetően háromféle megoldás született
- I. Pedagógusok alkalmazása speciális gyermekvédelmi munkakörben
  - 1. Gyermekvédelmi felelősök alkalmazás magasabb óraszámban

Néhány iskolában az iskolai gyermekvédelem megerősítésével próbálkoztak. Az adott oktatási intézményben egy segítő munkára alkalmasnak tűnő és hajlandó pedagógus fél- vagy egész munkaidejét felszabadították a tanítási kötelezettségek alól, és azzal bízták meg, hogy foglalkozzon a problémás gyerekekkel, illetve azok családjával „A gyermekvédelmi munkával megbízott pedagógusoknak rendszerint semmilyen segítő szakmai felkészültségük nem volt, rendszerint nem állt rendelkezésükre megfelelő infrastruktúra (interjúszoba, telefon, szupervízió stb.). A pedagógus kollégák sokszor azonnal rájuk zúdították sérelmeiket, irreális elvárásokat támasztottak velük szemben (változtassák meg azonnal a problémát okozó gyereket, szülőt). Ha a gyermekvédelmis az iskola alkalmazottja, akkor nehezen tudja képviselni a gyerek, a család érdekeit az iskolával, az igazgatóval szemben. Nehezen tudja kivédeni, hogy szükség esetén helyettesítenie kelljen; azt várják tőle, hogy az iskola érdekei szerint végezze munkáját”.
- - 2. Az ún. függetlenített gyermekvédelmi felelősök alkalmazása

Az előbb bemutatott modell „továbbfejlesztéseként” az 1990-es évek első felében Budapesten a XV. és a XVI. kerületben a gyermekvédelmi felelősöket úgymond függetlenítették az iskoláktól, és a Pedagógiai Szolgáltató Kabinet munkatársaiként foglalkoztatták őket. Feladataikat az önkormányzat művelődési osztályától kapták, és szakmai felügyeletüket is ez az osztály látta el. Ez a modell feloldotta a fent leírt lojalitáskonfliktust, de továbbra is pedagógiai szemlélettel és eszközrendszerrel próbált megoldani olyan problémákat, melyek kizárólag ezekkel az eszközökkel csak részben kezelhetőek. A modell kritikája kettős: egyrészt továbbra is – a probléma kezelése tekintetében – a nem kellő szakértelemmel bíró pedagógusokat alkalmazta, másrészt az állami közoktatási intézmények esetén az iskola vezetésének és az iskolai szociális munkásnak is ugyanaz a fenntartója, munkáltatója. Ez pedig akár egy iskola-diák konfliktusban (pl.: problémás diák magántanuló státuszba „kényszerítése”) könnyen vezethet oda, hogy a szociális munkás adott esetben nem képes szembeszállni az iskolával a gyermek érdekeinek védelméért, hiszen saját munkáltatója az ellenérdekelt fél.
Ez a két modell – annak ellenére, hogy a gyermekvédelmi felelősök alkalmazása még ma is gyakorlat – lényegében az iskolai szociális munka tekintetében zsákutcának bizonyult.
- II. „Belső” iskolai szociális munka

Ezt a modellt az 1990-es évek elején létrehozott olyan alternatív iskolák vezették be, amelyek kifejezetten azzal a célkitűzéssel jöttek létre, hogy a halmozottan hátrányos helyzetű, illetve a tradicionális iskolákban megmaradni és teljesíteni – főleg szociális okokból – nem tudó gyerekeknek nyújtsanak egyéni szükségleteik szerinti oktatási-, képzési lehetőséget. Ezeknek – a szociális szakértelmet az iskola keretein belül alkalmazó – modelleknek közös filozófiája az, hogy a problémákat az az ember látja a legjobban, aki benne él az iskolában. Mindazonáltal nehézségek is fakadhatnak ebből a helyzetből, hiszen az iskola alkalmazottjaként nem egyszerű a család érdekeit képviselni egyes kollégákkal vagy az iskolával szemben (lásd. a Gyermekvédelmi felelősök alkalmazás magasabb óraszámban modellnél is).
Mégis, a magyarországi iskolai szociális munka történetében éppen az ilyen iskolákban a mai napig alkalmaznak iskolai szociális munkásokat, sőt akad, ahol ez már több mint 15 éves hagyományra tekinthet vissza. A modell sikerességének az oka vélhetően abban rejlik, hogy ezeknek az iskoláknak filozófiájába tartozik a tanítványok iskolán kívüli problémáival való foglalkozás, és a pedagógiai munkában is fontos szerepet kap a segítségnyújtás. Ezekben az iskolákban egyrészt sokkal közelebb áll egymáshoz a pedagógiai és a szociális munka, és az iskola nevelési-oktatási koncepciójának szerves része, hogy nagymértékben támaszkodnak a szociális szakértelem iskolai színtéren való alkalmazására. Továbbá az ilyen az iskolákban (pl.: Burattino, Gandhi Gimnázium, Belvárosi Tanoda, Zöld Kakas Líceum stb.) a diákok problémái koncentráltan jelennek meg, így a szociális munka folyamatosan fenn tudott maradni akkor is, amikor a hagyományos iskolákban sok helyen megszűnt vagy jelentősen átalakult ez a szolgáltatás. Tehát az iskolában tapasztalható szükséglet, illetve az iskola oktatási–nevelési filozófiája illeszkedik úgy egymáshoz, hogy mindkettő legitimizálja az iskolai szociális munkás tevékenységét az iskolában.
- III. „Külső” iskolai szociális munka (A ferencvárosi modell)

Hazánkban az 1990-es évek elején jöttek az első iskolai szociális munkát felvállaló teamek (pl.: Debrecenben 1991-ben, Budapesten 1992-ben) felismerve egyrészt az iskola igen fontos szerepét a gyermekjóléti, ifjúságvédelmi rendszer területén (Gedeon 1996), másrészt kiaknázva a team-munka által nyújtott szakmai támogatást az adott munkaterületen. Számos iskolában kívülről bevitt szociális szolgáltatásokat biztosító program jött létre közel egy időben. Többek között Budapest VII. kerületében 1991 őszén egy iskolában indult a szociális munka, amelynek háttérintézménye a kerület egyik családsegítő szolgálata volt. Az itt szerzett tapasztalatok nyomán 1992-ben önkormányzati támogatással létrehoztak egy csapatot iskolai szociális munkásokból. A VIII. kerületben szintén egy családsegítő szolgálat delegált szociális munkást egy ottani iskolába, aki hátrányos helyzetű gyerekekből szervezett csoportokkal foglalkozott és nyári tábort szervezett számukra. 1993-ban a XI. kerületben az ún. Gyermekvédelmi Csoport kezdett el iskolai szociális szolgáltatásokat nyújtani. A csoport kezdetben a Pedagógiai Szolgáltató Központhoz tartozott, majd később Gyermekjóléti Szolgálatként folytatta tovább tevékenységét (Bányai 2009, Molnár 2009, Mihály 1991).
Ezt a modellt fontos megkülönböztetnünk a korábban vázolt függetlenített gyermekvédelmi felelősök hálózataitól, amelyeket szintén kívülről, de az oktatásügy (önkormányzat oktatási osztálya volt a felettes szerv) keretében szerveződött meg.
Az ún. „külső” iskolai szociális munkát megvalósító kísérletek közül talán a legismertebb az 1992 nyarán alakult Ferencvárosi Iskolai Szociális Munkás Hálózat, későbbi nevén Ferencvárosi Fehér Holló Gyermekjóléti Szolgálat.
Budapest IX. kerületében 1992-ben az önkormányzat támogatásával alakult meg a Gyermekjóléti Szolgálat, amelynek koncepcióját dr. Mihály Szabolcsné és munkatársai dolgozták ki. A modell kiindulópontja az az elképelés volt, hogy „az iskolából ki kell vinni a gyermekvédelmet, de nem szabad kizárólag hatósági rendszerbe beengedni, hanem e kettő közé egy nem hatósági típusú gyermekvédelmi szakellátást kell biztosítani” (dr. Mihály Szabolcsné közlése 2008). A modell sajátossága, hogy kiemelten kezdett el foglalkozni az iskolát körbevevő közösséggel, beleértve a segítői intézményhálózatot is. Úgy tűnik, kezdetektől a „területi gyermekvédelem” kialakításán és működtetésén volt a hangsúly. A szociális munkás nem a gyermekvédelmi felelős feladatát akarta átvállalni, hanem sokkal inkább közvetítői, összekötő, koordináló, „katalizátor” szerepre koncentrált. Munkakörébe pusztán heti rendszerességű iskolai ügyelet tartása tartozott bele, ami miatt a diákokkal való munka háttérbe szorult. Egyéni esetkezelés kisebb aránya mellett inkább csoportfoglalkozások, klub tevékenységek, táboroztatás, játszóház szervezése, illetve korrepetálás tartozott a feladatába. Ezenkívül a családokkal végzett szociális munka keretében anyagi, természetbeni támogatás nyújtására, segélyezésre is lehetőségük volt.
Úgy tűnik, hogy a tradicionális iskolai szociális munkától eltérő szolgáltatási struktúra amiatt alakult ki, mivel az akkori Magyarországról szinte teljesen hiányzottak – a ma már oly természetesnek tartott – modern személyes gondoskodást nyújtó gyermekvédelmi ellátások, és ezek intézményei. Főként a gyermekeknek a családból történő kiemelését, illetve a hatósági intézkedést megelőző szolgáltatások nem álltak rendelkezésre, nem voltak átmeneti otthonok és nem léteztek a hatósági tevékenységtől szétválasztott gyermekjóléti alapszolgáltatások sem. A Ferencvárosi Gyermekjóléti Szolgálat szolgáltatásaival mintha ezt az „űrt” próbálta volna meg kitölteni. A program viszonylag ismert, a gyermekjóléti szolgálat kifejezés is ebből a modellből került át az 1997 novemberében hatályba lépő gyermekjóléti törvénybe. A törvényt követően a szolgálat más strukturális keretben működött tovább, a gyermekjóléti feladatok valamelyest háttérbe szorították a kezdetben „zászlóshajónak” számító iskolai szociális munka projektet.
A gyermekvédelmi törvény a többi iskolai szociális munkás hálózat (gyermekjóléti szolgálatok) működése tekintetében is alapvetően új helyzetet hozott, mivel az általában forráshiánnyal küszködő önkormányzatok többsége a már működő iskolai szociális munkás csoportokat bízta meg a gyermekjóléti szolgálat feladatainak ellátásával. Ezután szinte azonnal a korrektív gyermekjóléti feladatokra – sokszor kötelezésen alapuló tevékenységeket is beleértve – került több figyelem, a klasszikus iskolai szociális munka tevékenység azóta csak áttételesen fedezhető fel.
Ezzel párhuzamosan – legalábbis átmenetileg – az iskolák saját belső segítő kapacitásai megerősödtek –, mivel 1996 után minden iskolában félállású gyermekvédelmi felelőst kellett alkalmazni (1996. évi LXII. törvény 1. melléklete alapján). A gyakorlat azonban azt mutatta, hogy továbbra is speciális szakértelemmel nem rendelkező pedagógusokat bíztak meg ezzel a feladattal.
Az iskolai szociális munka modelljei Magyarországon az ezredforduló után
Általában elmondható, hogy 2004 óta újabb „fellendülési időszakát” éli az iskolai szociális munka. Egyre több helyen alkalmaznak főállású iskolai szociális munkásokat, és a gyermekjóléti szolgálatok is ismét aktívabban fordulnak az iskolai szociális munka mint speciális szolgáltatás felé. Az iskolai szociális munkások országos regisztere jelenleg is készül, így egyelőre pontos adatokkal nem rendelkezünk, hogy jelenleg hányan, milyen végzettséggel, illetve milyen modell szerint dolgoznak iskolai szociális munkásként. Annyi azonban bizonyos, hogy az iskolai szociális munka magyarországi gyakorlatában rendkívül korán megjelentek a különböző irányzatok. Ezek mára – némileg átalakulva – általában az alábbi változók mentén differenciálódtak:
Ki az iskolai szociális munkás munkáltatója:
• Iskola
• Külső szervezet
A szociális munkást alkalmazó szervezet típusa:
• Állami szervezet
• Nem állami szervezet (NGO)
Az adott iskolának nyújtott szolgáltatás ideje:
• Egy főállású szociális munkás teljes munkaidejében az adott iskolát segíti különböző szolgáltatásokkal
• A szociális munkás egy iskolában heti néhány órás ügyeletet tart (egy szociális munkás 4-5 iskolát segít egyidejűleg)
Az adott foglalkoztatónál hány szociális szakember van alkalmazva iskolai szociális munkásként (van-e lehetősége esetmegbeszélő teameken részt venni):
• Egy szociális munkás áll alkalmazásban (illetve nincs lehetősége esetmegbeszélő teameken részt venni)
• Az iskolai szociális munkások hálózatba tömörülve dolgoznak (az iskolai szociális munkások tevékenységét esetmegbeszélő teamek támogatják)
A fentiek elsősorban szervezet struktúra és finanszírozás tengelyen mutatnak eltéréseket, emellett az egyes programok szakmai tartalma is még tovább árnyalja a képet: Az adott programban melyik elméleti modellel dolgoznak? A szolgáltatásokba beletartozik-e a családokkal végzett szociális munka is? Az iskolai szociális munkás hagyományos segítő tevékenység mellett tanít-e, illetve értékel-e osztályzással? Az iskolai szociális munkás „státuszt” milyen végzettséggel töltik be?
A fentiek szerint Magyarországon 2008-ra három fő irányzat különböztethető meg az iskolai szociális munkában:
1. „Belső” iskolai szociális munka vagy ún. hagyományos modell
2. „Külső” iskolai szociális munka vagy ferencvárosi modell
3. Pécsi modell
E felosztás szerint az 1990-es évek elején létező tipizálásban még szereplő ún. „pedagógusok alkalmazása speciális gyermekvédelmi munkakörben” modellt már nem soroljuk az iskolai szociális munka programokhoz, elsősorban a szociális munkás, valamint szociálpedagógiai képzések beindulása, és ezáltal a területen megjelenő szakemberek szakma-identitási törekvései, illetve végső soron az iskolai szociális munka fogalomrendszerének letisztulása következtében.
„Belső” iskolai szociális munka vagy ún. hagyományos modell
Az iskolai szociális munkásnak e modell szerint általában az iskola igazgatója, illetve a fenntartó a munkáltatója. Az iskolai szociális munkás teljes munkaidejében (többnyire napi 8 órában) az adott iskolát segíti különböző szociális szolgáltatásokkal. A szociális szakember tehát egész nap megtalálható az iskolában, ismeri annak működését, hozzájut az információkhoz, és általában könnyebben befogadják az iskolákban. Nagyon gyakran egyedül, „magányos farkasként” végzik munkájukat, mindazonáltal az e modellben dolgozók mindig törekszenek legalább az iskolai egészségügyi személyzettel (védőnő, iskola orvos) teamet alkotni.
Professzionális esetmegbeszélő, illetve szupervízió általában nem áll rendelkezésükre. Főleg nem állami szervezetek, alapítványok által fenntartott alternatív iskolákra jellemző ez a modell (pl.: Burattino Általános- és Szakképző Iskola, Forrás Szakiskola, Gandhi Gimnázium, Világ Világossága Alapítvány), kisebb számban önkormányzati, állami oktatási intézmények (pl.: a pécsi Radnóti Szakközépiskola, Éltes Mátyás Iskola, Magyarmecskei Általános Iskola) tartoznak ide. Magyarországon a legrégebben folyamatosan működő programok ide sorolhatók.
„Külső” iskolai szociális munka vagy ferencvárosi modell
Az iskolai szociális munkát külső szolgáltatók viszik az iskolába, és ezek többnyire hálózatban működnek. Egy munkatárs általában 4-5 iskolát (és/vagy óvodát) segít egyszerre. A szolgált relatíve kevés időben érhető el az adott iskola számára. Csoport és közösségi munka mellett a diákokkal való egyéni esetkezelés kevésbé jellemző. A szakemberek jól képzettek, esetmegbeszélő és szupervízió segíti munkájukat.
Döntően állami fenntartású gyermekjóléti szolgálatok. Pl.: II. kerület Gyermekjóléti Központ, Újbudai Humán Szolgáltató Központ Gyermekjóléti Szolgálata, Sopron, Szombathely, Nyíregyháza, de akad független civil szervezet. Pl.: Periféria Egyesület.
Ezen modellek szerint dolgozó programokat paradox módon éppen a gyermekvédelmi törvény bevezetése vetette vissza az iskolai szociális munka tevékenységében oly módon, hogy az ún. korrektív gyermekvédelmi tevékenységeik kerültek előtérbe. Módszertani gyermekjóléti szolgálatok a 2003-as Konszenzus Konferenciája után ismételten előtérbe került az iskolai szociális munka, bár 2005-ben az országban működő gyermekjóléti szolgálatok alig 14 százalékában végeztek iskolai szociális munkát.
A modell előnye a megfelelően képzett szakemberek alkalmazása és a hálózatban működés. A modell legerősebb kritikája az iskolai szociális munka tradicionális fogalmi kereteitől való eltérés (kevés információ van a tevékenység tartalmáról, intenzitásáról, illetve mélységéről) (Bányai 2006), illetve az ún. „ügyeleti rendszer”, amely szerint egy iskola kapcsán csak heti néhány órás tevékenységet fordítanak iskolai szociális munkára.

## Pécsi modell
A 2006-tól működő pécsi modell az előző két modell előnyeit egyesíti, azaz az iskolai szociális munkások teljes munkaidejükben (napi 8 órában) az adott iskolát segítik különböző szociális szolgáltatásokkal, és hetente tartanak esetmegbeszélőket. Egy külön szakmai team támogatja a szociális szakembert, egyéni konzultációt és szupervíziót is biztosít számukra a fenntartó, melyek célja a szociális munkások személyre szabott szakmai támogatása. A munkáltató – mind az iskolától, mind a gyermekjóléti rendszertől – független civil szervezet, így a szakmai munkát kevésbé befolyásolják terhelő alá- és fölérendeltségi viszonyok. Az iskolai szociális munkások hálózatban működnek, mely szakmai kontrollt és támaszt biztosít (esetmegbeszélés, egységes adminisztráció, munkanapló, forgalmi jelentés, szociális adatlap, egyéni problémakezelési tervek).
A program személeti kerete: gyermekekre orientálódó iskolai szociális munka, illetve a modern ökológiai modellekből építkezik. Az iskolai szociális munkás saját módszerein keresztül – egyéni esetkezelés, szociális csoport munka, közösségi munka – próbál meg preventív jelleggel a gyermekek problémáira megoldást találni. A gyermekkel, a családdal és az iskolával egyaránt kapcsolatban áll, az egészre koncentrál, egyszerre veszi tekintetbe a környezet és a személyiség komplexitását. A szociális munkás munkája során a kliensei erősségére összpontosít, a védőtényezők megerősítésére törekszik. Ugyanakkor számol a problémák komplexitásával, és azok kezelésére hívatott szakmák sokszínűségével, a megoldásokat multidiszciplináris team segítségével keresi (Máté 2008).
E modell szerint egyelőre az INDIT Közalapítvány Iskolai Szociális Munkás Hálózata működik hat közoktatási intézményben. Szintén a modell jellemzője, hogy erős együttműködéseket alakít ki az iskolai színtéren kívüli ifjúságsegítő programokkal, sőt több ilyen programot az INDIT Közalapítvány rendszerén belül működtet: Alternatíva Ifjúsági Iroda (Magyarország első, máig működő ún. pláza programja), Utcai Szociális Szolgálat, BuliSegély Szolgálat. Ezen programok integrált működése tulajdonképpen lehetővé teszi, hogy a szervezet akár az iskolából hosszabb-rövidebb ideig kieső, illetve ott el nem érhető fiatalok számára is képes legyen segítséget nyújtani.

## Oktatás, szakmai egyesületek
Mint korábban utaltunk rá, egy szakma identitásának, szubkultúrájának kialakításában fontos állomás, hogy hogyan jelenik meg az oktatási programokban (szakma innovatív újratermelődése, „reprodukciója”), és hogyan jönnek létre, milyen aktivitást mutatnak szakmai egyesületei.
Az iskolai szociális munka oktatási programokban való megjelenése kapcsán elöljáróban érdemes szólni arról, hogy az iskolai szociális munka végzése nemzetközileg és hazai gyakorlat szerint is két szakmához, a szociális munkához és szociálpedagógiához kötődik. Történetileg két különböző kiindulópontú (USA – szociális munka, Németország – szociálpedagógia, lásd még „Nemzetközi kitekintés”), de egy fejlődési irányú professzióhoz köthető, amely napjainkra meglehetősen hasonlóvá vált. Hazai és külföldi szakirodalomban találhatunk olyan kísérleteket, amelyek igyekeztek megállapítani a két professzió tartalmi eltéréseit, ám ezek többnyire kevés kutatási tapasztalatra támaszkodnak és ezáltal nem is túl meggyőzőek. A magyarországi gyakorlat szerint mindkét végzettséggel rendelkező szakembert alkalmaznak iskolai szociális munkásként, vélhetően területi eltérések vannak, attól függően, hogy az adott térségben milyen típusú képzést folytató intézmény van a közelben. Példaként említhető, hogy Pécsett a 12 főállású iskolai szociális munkásból 6 fő szociális munkás, 4 fő szociálpolitikus és 2 fő szociálpedagógus diplomával rendelkezik (2008-as adat).
A Gyógypedagógiai Főiskolán már 1973-tól képeztek a speciális gyermekvédelemben alkalmazni kívánt pszichopedagógusokat, majd 1985-től egymás után akkreditálták az általános gyermekvédelemre is képesítő szakokat. Az ELTE posztgraduális képzésben 1985-ben szociálpolitikai szakot hirdetett, majd 1989-ben megkezdődött a hazai felsőoktatási intézményekben az általános szociális munkások (Szekszárd, IGYPFK), illetve 1990-ben a szociálpedagógusok (Esztergom, VJTF) képzése. 1996-ban jelentek meg a szociális felsőoktatás szakjainak – szociálpolitikai szak, szociális munkás szak, szociálpedagógus szak – képesítési követelményei (A szociális felsőoktatás alapképzési szakjainak képesítési követelményeiről szóló 6/1996 (I.18.) Kormányrendelet 2. számú melléklete) (Bucsy 2005).
Az említett felsőoktatásban már nagyon hamar külön kurzusként is megjelenik az iskolai szociális munka oktatása. Dr. Budai István 1991-től a Vitéz János Tanítóképző Főiskolán, majd 1993-tól Bányai Emőke az ELTE képzésében kezdte el oktatni ezt a szakterületet. A 2009 januárjában végzett felmérésünk szerint jelenleg Magyarországon 11 szociális munkás képzést folytató tanszéken és 6 szociálpedagógusokat képző tanszéken van külön „Iskolai szociális munka” című kurzus (vagy más néven, de annak megfelelő irányultsággal). A vizsgált 21 tanszékből további két, szociális munkásokat, illetve egy szociálpedagógusokat képző intézmény jelezte, hogy 2 éven belül ilyen témájú kurzust kíván indítani. A válaszadók közül egyedül a PTE Egészségtudományi Karán Szombathelyen nem volt, és nem is tervezik bármilyen, az iskolai szociális munkával kapcsolatos tantárgy indítását. Látható, hogy a szociális szakembereket képző tanszékek döntő részében az alapképzés része az iskolai szociális munka, ezzel is elismerve a terület fontosságát.
Hazánkban az iskolai szociális munka egyelőre az alapképzésben jelent meg. Noha az Amerikai Egyesült Államokban 33 állam jogszabályai a szociális munkás képzésben szerzett mesterdiplomához kötik az iskolai szociális munka végzését, ez a gyakorlat várhatóan Magyarországon nem egyhamar fog elterjedni. Ugyanakkor a Kodolányi János Főiskola tervezi beindítani 1 éves szakirányú továbbképzését iskolai szociális munka témakörben.
Az oktatástörténet zárásaként érdemes megemlíteni, hogy az első iskolai szociális munka oktatásához összeállított tankönyvet az esztergomi Vitéz János Tanítóképző Főiskola és a hajdúböszörményi Óvóképző Főiskola adta ki 1993-ban Budai István szerkesztésével Tanulmányok a gyermekjólét köréből I. – Iskolai szociális munka címmel.
Az iskolai szociális munkásokat tömörítő első szakmai egyesület létrehozására viszonylag későn, 2007. november 30-án Székesfehérváron – a Kodolányi János Főiskola közreműködésével megrendezett konferencián – került csak sor. Ekkor alakult meg a Magyarországi Iskolai Szociális Munkások Egyesülete. Az egyesület célja, hogy összefogja a Magyarországon dolgozó iskolai szociális szakembereket, egyúttal „tudományos, szakmai és érdekképviseleti bázist biztosítani az iskolai szociális munkások számára, akik közoktatási intézményekben tevékenykednek”, mindezzel végső soron az egész ország területén élő gyerekek, fiatalok helyzetének javítása az iskolai szociális munka elterjedése által. Az egyesület várhatóan a későbbiekben egyik motorja lehet azon törekvéseknek, amelyek az iskolai szociális munka jogszabályi hátterét kívánják megteremteni.
Az iskolai szociális munka jövője tekintetében az említett jogszabályi megjelenés mellett, illetve annak részeként a szociális munka minimál feltételének, protokolljának kidolgozása, a finanszírozási rendszer normalizálása, megszilárdítása lesznek a főbb állomások, amelyek remélhetőleg hozzájárulnak az iskolai szociális munka széles körű elterjedéséhez.